# 福島県道222号会津坂下停車場線

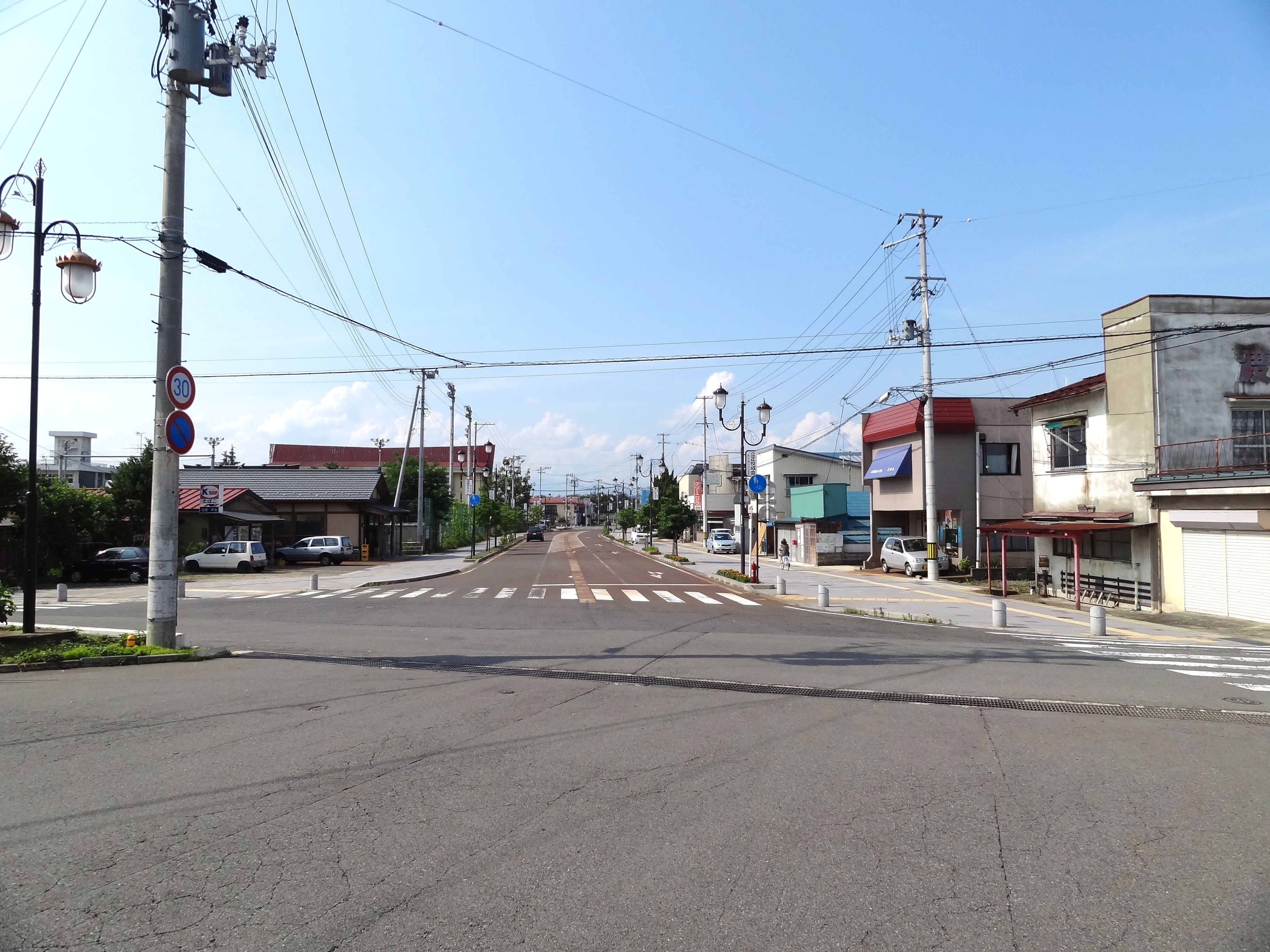
会津坂下駅前付近

福島県道222号会津坂下停車場線（ふくしまけんどう222ごう あいづばんげていしゃじょうせん）は、福島県河沼郡会津坂下町にある一般県道である。

## 路線概要
- 起点：河沼郡会津坂下町五反田（JR只見線 会津坂下駅前）
- 終点：河沼郡会津坂下町市中3番甲
- 総延長：458 m[1]
  - 実延長：総延長に同じ
- 路線認定年月日：1959年8月31日[2]

## 通過する自治体
- 河沼郡会津坂下町

## 接続・交差する道路
- 福島県道22号会津坂下会津高田線（福島県道33号会津坂下河東線会津若松方面重用区間）（市中3番甲 終点）

## 沿線
- JR会津坂下駅
- 会津坂下町立坂下南小学校
- 会津坂下町民体育館
- 会津坂下町役場